# كأس العالم للبيسبول للسيدات 2021
بطولة كأس العالم للبيسبول للسيدات لعام 2021 هي النسخة التاسعة من بطولة كأس العالم للبيسبول للسيدات WBSC، وهي بطولة العالم الدولية للبيسبول للسيدات التي تقام كل عامين. وكان من المقرر أن تقام المسابقة في تيخوانا بالمكسيك في أواخر عام 2021م، وسيتم الإعلان عن التواريخ لاحقًا.  كان من المقرر في الأصل أن تقام المسابقة في مونتيري، المكسيك  من 11 إلى 20 سبتمبر 2020م، وتم إعادة جدولتها في البداية لتقام في تيخوانا من 1 إلى 9 مارس 2021م، ولكن تم تأجيلها في المرتين بسبب جائحة كوفيد-19 .   تم إلغاء البطولة تمامًا في أكتوبر 2021م. 
كان من المفترض أن تشارك أربعة فرق وطنية لأول مرة في البطولة، وهي: المكسيك، والصين، وفرنسا والفلبين. 

## التأهل
| الحدث                                | التاريخ               | الموقع                                      | المقاعد الشاغرة | الدول المتأهلة                        |
| ------------------------------------ | --------------------- | ------------------------------------------- | --------------- | ------------------------------------- |
| بطولة عموم أمريكا للبيسبول للسيدات   | 22–31 أغسطس2018       | [[ولاية أغواسكالينتس\|]] ولاية أغواسكالينتس | 4               | الولايات المتحدة كندا فنزويلا المكسيك |
| بطولة أوروبا للبيسبول للسيدالت 2019م | 31 يوليو– 3 أغسطس2019 | روان                                        | 1               | فرنسا                                 |
| كأس آسيا للبيسبول للسيدات 2019       | 9–15 نوفمبر2019       | [[زونغشان\|]] زونغشان                       | 4 3             | اليابان تايبيه الصينية الفلبين الصين  |
| تصفيات أوقيانوسيا                    | –                     | –                                           | 1               | أستراليا                              |
| البطاقة للبدل                        | –                     | –                                           | 2 3             | كوبا جمهورية الدومينيكان هولندا       |
| المجموع                              |                       |                                             | 12              |                                       |

## روابط خارجية
- موقع WBWC نسخة محفوظة 1 سبتمبر 2021 على موقع واي باك مشين.